# Kuijtenous laeviceps
Kuijtenous laeviceps är en skalbaggsart som beskrevs av Leon Fairmaire 1893. Kuijtenous laeviceps ingår i släktet Kuijtenous och familjen Hybosoridae. Inga underarter finns listade i Catalogue of Life.